# Martin Cajthaml
Prof. Martin Cajthaml, Ph.D. (*25. prosince 1971 Praha) je český filosof a vysokoškolský pedagog, vedoucí Katedry filosofie a patrologie na Cyrilometodějské teologické fakultě Univerzity Palackého v Olomouci. Věnuje se především platónské filosofii, fenomenologii (osobnost Jana Patočky) a etice Dietricha von Hildebrand.

## Stručný životopis
Po studiu jednooborové filosofie na FF UK (1991–1993) přešel na studium filosofie a psychologie na Internationale Akademie für Philosophie im Fürstentum Liechtenstein (IAP), kde v roce 1996 obhájil diplomovou práci a v roce 2000 zskal doktorát z filosofie. Doktorská práce s názvem Analyse und Kritik des Relativismus (Analýza a kritika relativismu) vyšla později tiskem. Po získání doktorátu působil na IAP jako odborný asistent až do roku 2007, kdy přešel na olomouckou teologickou fakultu. Zde působil jako odborný asistent, od roku 2010 vede katedru filosofie a patrologie, v roce 2011 se habilitoval na FF UP v Olomouci, roku 2021 získl titul profesora. Je ženatý a má čtyři děti.

## Odborné monografie
- Analyse und Kritik des Relativismus, Heidelberg: C. Winter, 2003, 174 s.
- Evropa a péče o duši, Praha: Oikomenh, 2011, 171 s., ISBN 978-80-7298-433-6
- Europe and the Care of the Soul. Jan Patočka’s Conception of the Spiritual Foundations of Europe, Nordhausen: Traugott Bautz, 2014. 198 s.

Kompletní bibliografii lze nalézt na stránkách Katedry filosofie a patrologie CMTF UP.